# Bundesautobahn 29
Die Bundesautobahn 29 (Abkürzung: BAB 29) – Kurzform: Autobahn 29 (Abkürzung: A 29) –, alternativ auch Jadelinie genannt, beginnt in Wilhelmshaven und führt über Oldenburg bis zum Autobahndreieck Ahlhorner Heide mit der Bundesautobahn 1.

## Verlauf
Die A 29 ist 94,5 Kilometer lang, durchgehend vierstreifig und beginnt in Wilhelmshaven. Nachdem sie ursprünglich nur bis zur Anschlussstelle 1 Voslapp geführt hatte, wurde sie wegen der Errichtung des Containerhafens am JadeWeserPort um das Jahr 2010 bis zu einem dortigen Kreisverkehr verlängert. Um nicht sämtliche Anschlussstellen mit neuen Nummern versehen zu müssen, wurde darauf verzichtet, die Anschlussstelle am Jadeweserport als eine solche zu deklarieren. Im Vollbetrieb des Hafens sollen zukünftig 20 Prozent seines Umschlags über die A 29 abgewickelt werden. Damit wird die Autobahn auch an überregionaler Bedeutung gewinnen. Das knapp hinter der Stadtgrenze in der Nachbargemeinde Schortens gelegene Wilhelmshavener Kreuz bindet die A 29 an die hier autobahnähnliche Bundesstraße 210 an, die in östlicher Richtung in die Wilhelmshavener Innenstadt sowie westlich über Jever, Wittmund und Aurich nach Emden führt.
Zukünftig wird am Autobahnkreuz Jaderberg die A 20 gekreuzt, die vom Autobahndreieck Westerstede an der A 28 dorthin führen soll. Der Neubau wurde auf diesem Teilstück durch Leitungsverlegungen vorbereitet. Von Jaderberg wird die A 20 in Richtung Osten durch den existierenden Wesertunnel und einen neu zu errichtenden Elbtunnel bei Drochtersen führen. Anschließend umgeht sie Hamburg nördlich, um schlussendlich an den existierenden Teil der Autobahn bei Bad Segeberg anzuschließen.
Am Autobahnkreuz Oldenburg-Nord stößt die A 29 auf den Autobahnring Oldenburg, der aus ihr selbst sowie der A 293 und der A 28 gebildet wird. Von hier gelangt man über die A 293 zur A 28 in Richtung Emden/Leer. Am Autobahnkreuz Oldenburg-Ost ist ein Wechsel auf die A 28 in Richtung Stadtmitte beziehungsweise Richtung Bremen möglich.
Schließlich mündet die A 29 am Autobahndreieck Ahlhorner Heide in die A 1 ein.
Die A 29 überquert zweimal die Hunte: einmal zwischen der Raststätte Huntetal und der Anschlussstelle Sandkrug, das zweite Mal auf einer 26 Meter (bezogen auf das mittlere Hochwasser) hohen Brücke über den hier für hochseetaugliche Schiffe zugelassenen Flussabschnitt. Unterhalb der Fahrbahn der Autobahn besteht auf der Hochbrücke über die Hunte für Fußgänger und Radfahrer die Möglichkeit, auf direktem Wege vom Kloster Blankenburg nach Bornhorst zu gelangen.

## Geschichte
Die A 29 ersetzt weitestgehend die ehemalige Reichs- bzw. Bundesstraße 69, die in dem Bereich, in dem sie parallel zur A 29 verlief, zur Landesstraße, nördlich von Oldenburg teilweise auch zur Kreisstraße abgestuft wurde. Erhalten blieb von der B 69 nur der Abschnitt zwischen Schneiderkrug und Diepholz; im Nordwesten wurde sie zur Anschlussstelle Cloppenburg der A 1 umgeleitet, von wo aus auch heute der Verkehr aus Richtung Wilhelmshaven bzw. Oldenburg in Richtung Diepholz geführt wird.
Die Entscheidung für den Bau der Autobahn fiel im Mai 1969 durch den damaligen Bundesverkehrsminister Georg Leber, und der Bau dauerte bis zum April 1984. Die Baukosten lagen bei insgesamt 680 Millionen Mark (heute: rund 1.544.476.000 Euro) und gehörten bei den Kosten pro Kilometer zu den teuersten in Deutschland. Dies lag auch daran, dass die A 29 fast ausschließlich auf einer neu gebauten Trasse verlief. Insbesondere das vergleichsweise kurze Autobahnteilstück zwischen Wilhelmshaven und Zetel erwies sich aufgrund des wenig tragfähigen Untergrundes im ehemaligen Gebiet des Schwarzen Bracks als extrem kosten- und zeitaufwendig. Hier im schlickigen Marschgebiet musste so viel Erde bewegt und Sand eingespült werden, wie auf den restlichen 75 Kilometern der Autobahn bis Ahlhorner Heide. Der Untergrund wurde bis zu 16 Meter Tiefe ausgebaggert und durch Sand ersetzt.
Am 17. April 1984 wurde das letzte fehlende Teilstück der Autobahn zwischen Hengstlage und Ahlhorner Heide durch den anwesenden parlamentarischen Staatssekretär im Verkehrsministerium Dieter Schulte, die niedersächsische Wirtschaftsministerin Birgit Breuel und den oldenburgischen Baudirektor Hans-Otto Seggelke freigegeben. Im Verlauf der ursprünglich 91,7 Kilometer langen Autobahn wurden 129 neue Brücken gebaut. Zahlreiche Baggerseen neben der Autobahn entstanden aufgrund der notwendigen Sandentnahme für die Sandaufspülungen im Trassenverlauf. Rund 20.000 Gehölze wurden im Streckenverlauf der Autobahn gepflanzt.
Die Überquerung der Hunte im Osten Oldenburgs erfolgt, um den Schiffsverkehr nicht zu beeinträchtigen, über eine über 441 Meter lange und 30 Meter hohe zehnfeldrige Hochbrücke, die am 26. Oktober 1978 eröffnet wurde. Da die Tragfähigkeit der Brücke auf Dauer nicht mehr gewährleistet ist, wurde beschlossen, einen Ersatzbau zu errichten. Die neue Brücke soll ebenfalls 441 Meter lang und knapp 30 Meter hoch, aber 31 Meter breit sein und von 14 statt von 36 Pfeilern gestützt werden. Die Bauarbeiten begannen Ende 2023 und sollen bis Ende 2029 abgeschlossen sein.
Im südlichen Teil der A 29 befand sich bis Oktober 2006 ein Autobahn-Behelfsflugplatz zwischen den Anschlussstellen Großenkneten (19) und Ahlhorn (20). Der betonierte Mittelstreifen wurde entfernt und begrünt. Im Frühjahr 1984 landete hier während der NATO-Übung „Highway 84“ auch ein Transportflugzeug vom Typ C-130 Hercules auf der Autobahn.
Von 2009 bis 2011 ist die A 29 in Wilhelmshaven in Richtung JadeWeserPort um 3,2 Kilometer verlängert worden. Sie wird über drei neue Brücken und eine neue Anschlussstelle an den neuen Containerhafen herangeführt. Dort endet sie in einem Kreisverkehr, der Ausfahrten zum neuen Hafenterminal, zur Niedersachsenbrücke und zum neuen Kraftwerk Wilhelmshaven (Onyx) besitzt. Die Kosten für die Verlängerung lagen bei 16,9 Millionen Euro. In den Baukosten enthalten sind auch die Ergänzungsarbeiten an den Anschlussstellen Fedderwarden und Fedderwardergroden in Wilhelmshaven. Diese erhielten bisher noch fehlende Auf- bzw. Abfahrten. Die Verkehrsfreigabe für das Teilstück erfolgte am 6. Dezember 2011.

## Bilder

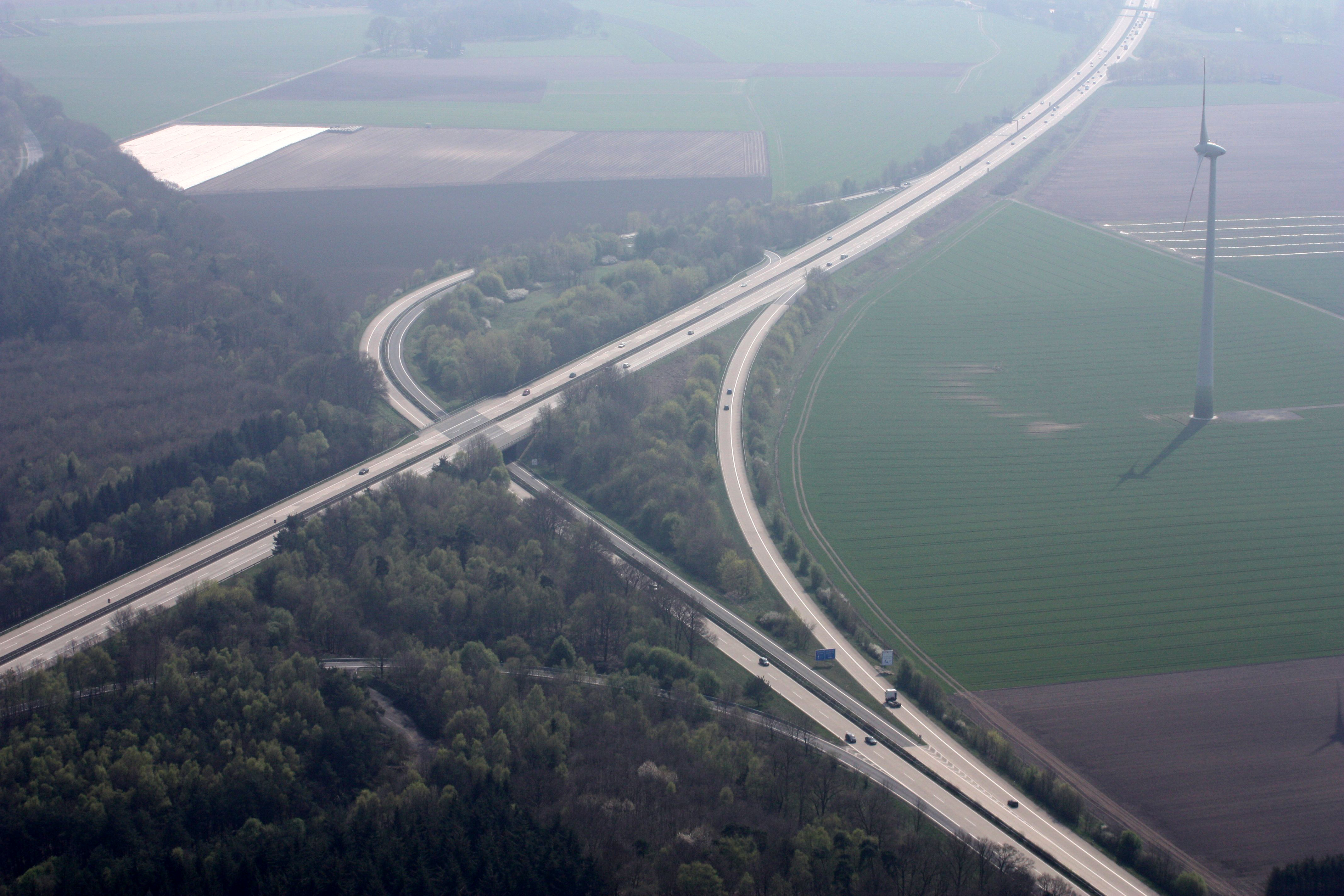
Autobahndreieck Ahlhorner Heide: Unten rechts die A 29; von rechts oben nach links unten die A 1
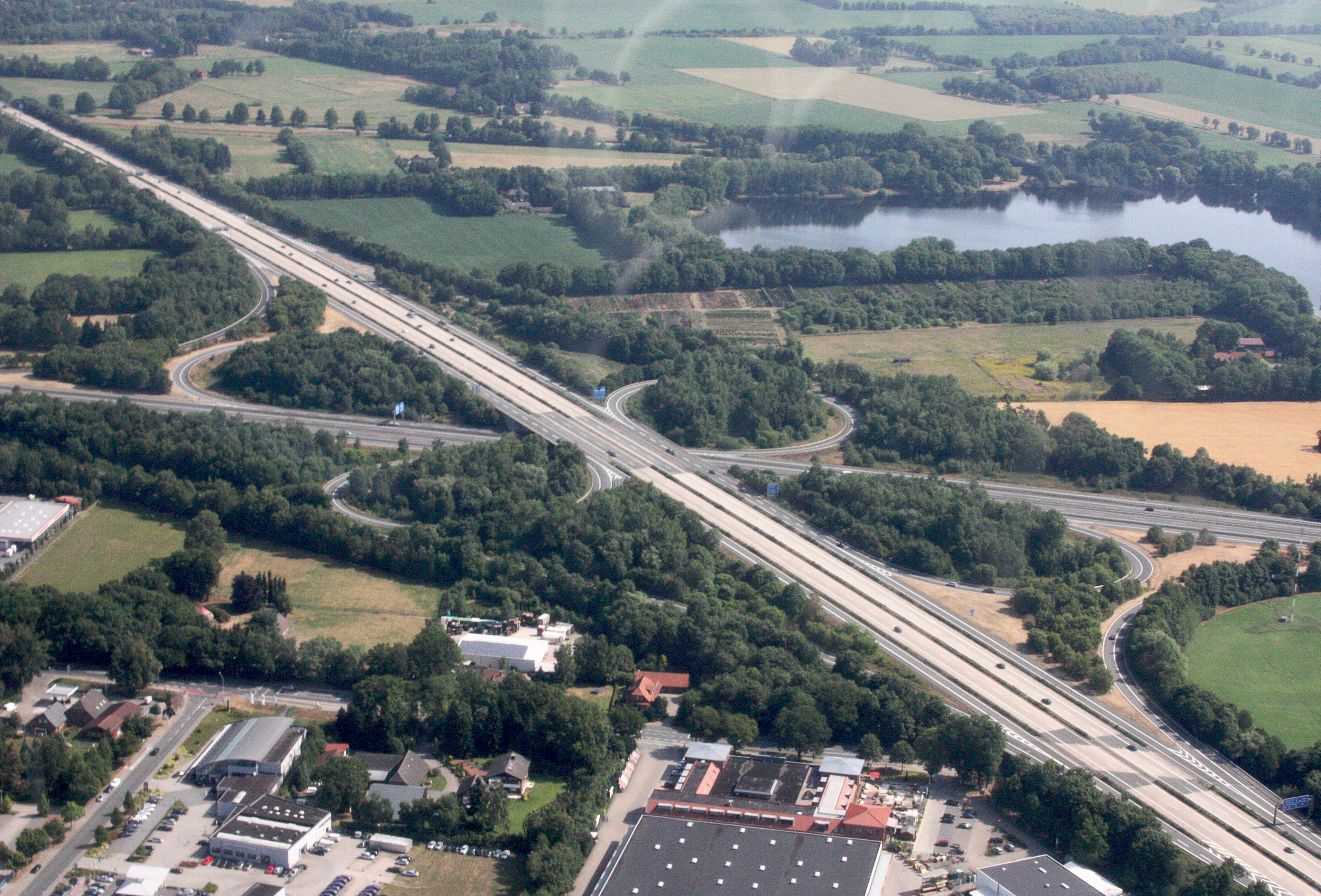
Autobahnkreuz Oldenburg-Ost: Oben die A 29, unten die A 28
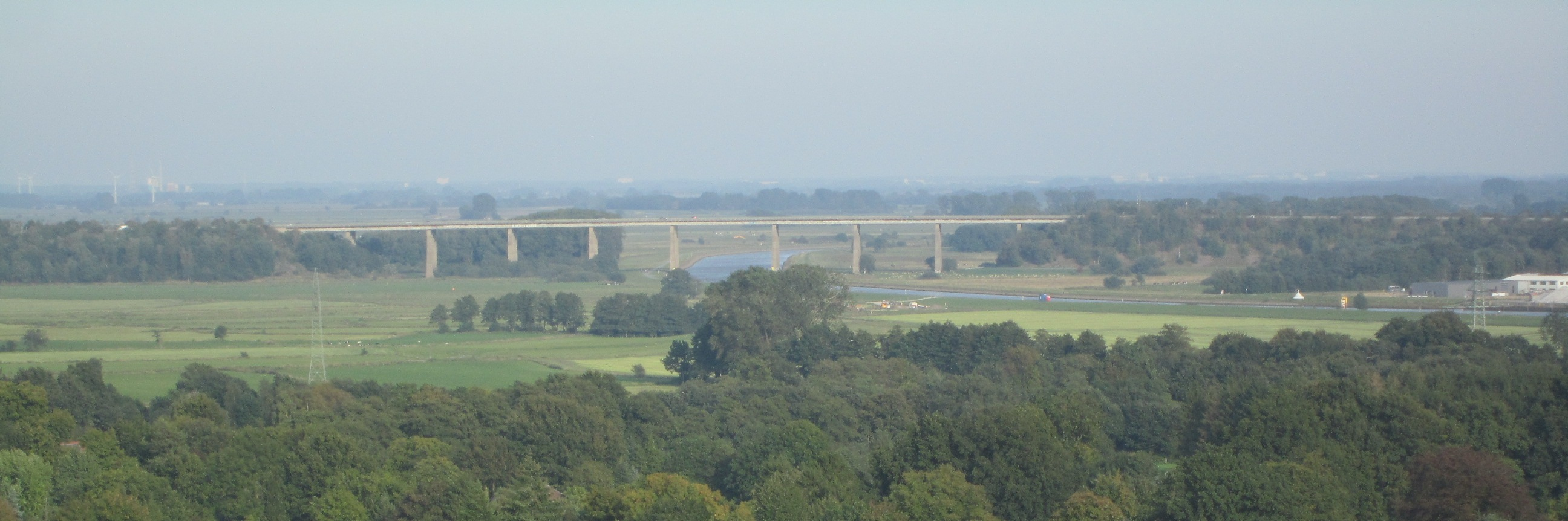
Überquerung des Tals der unteren Hunte auf einer Hochbrücke
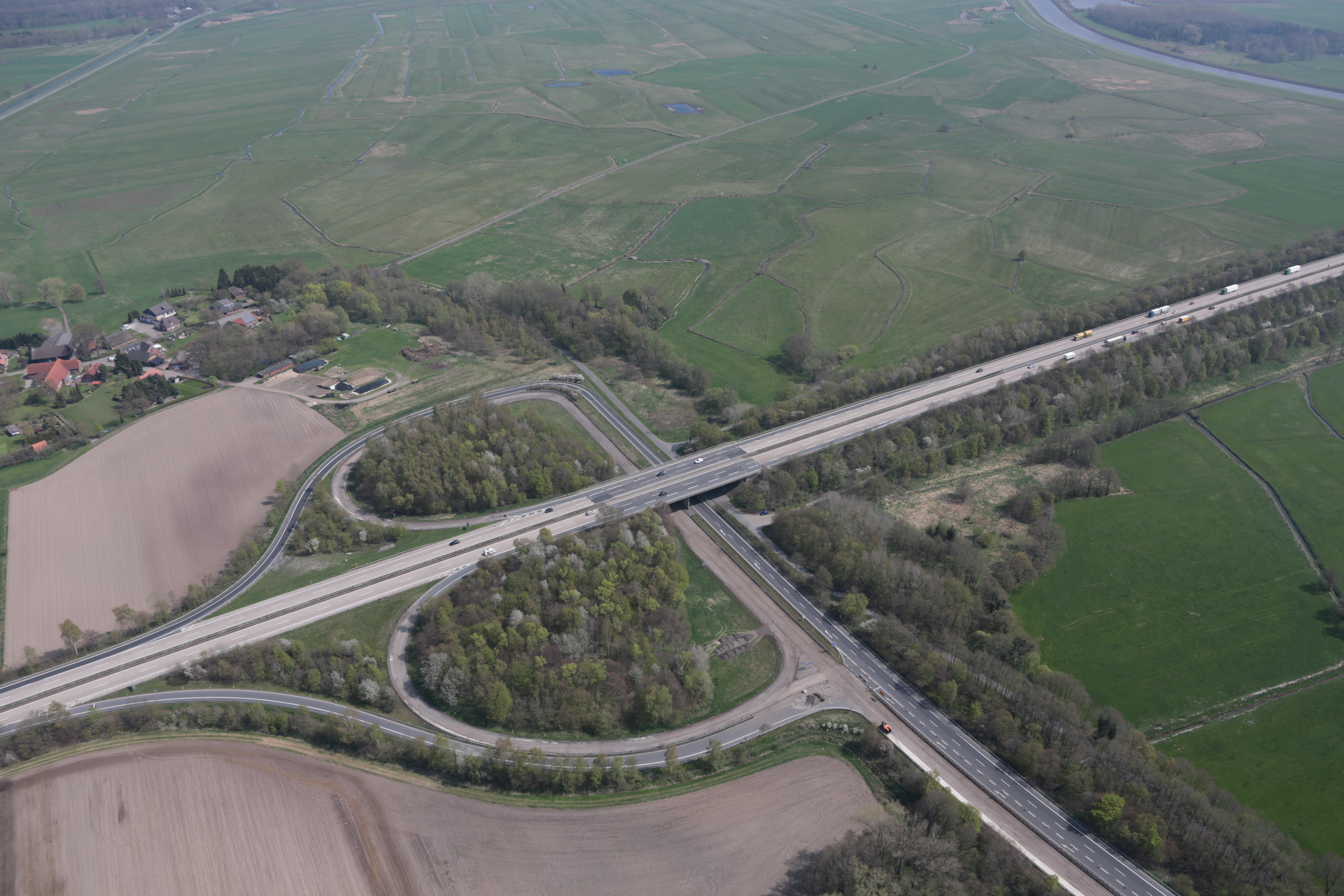
Anschlussstelle Oldenburg-Ohmstede
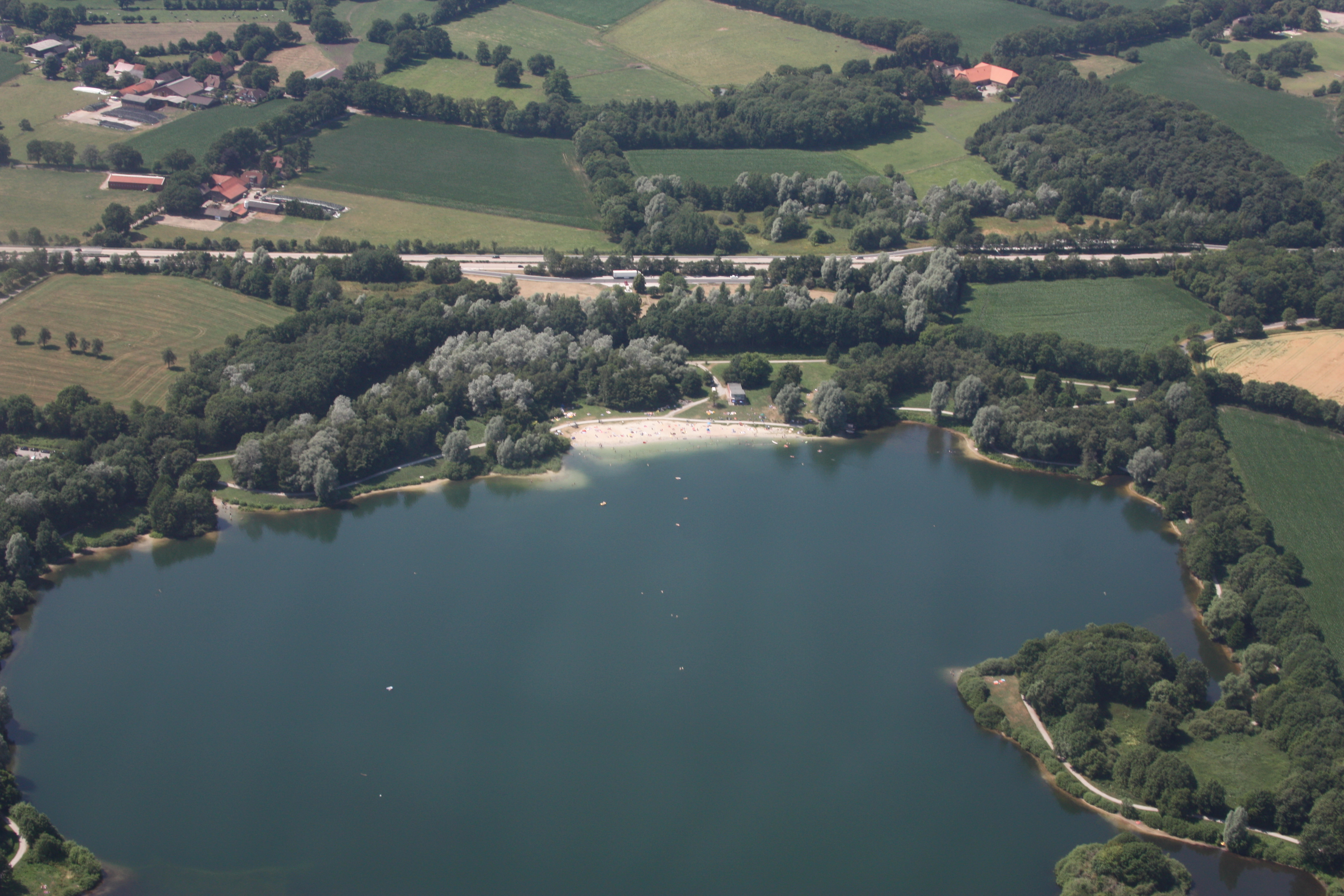
Durch den Sandaushub beim Bau der A 29 entstanden: Der Kleine Bornhorster See
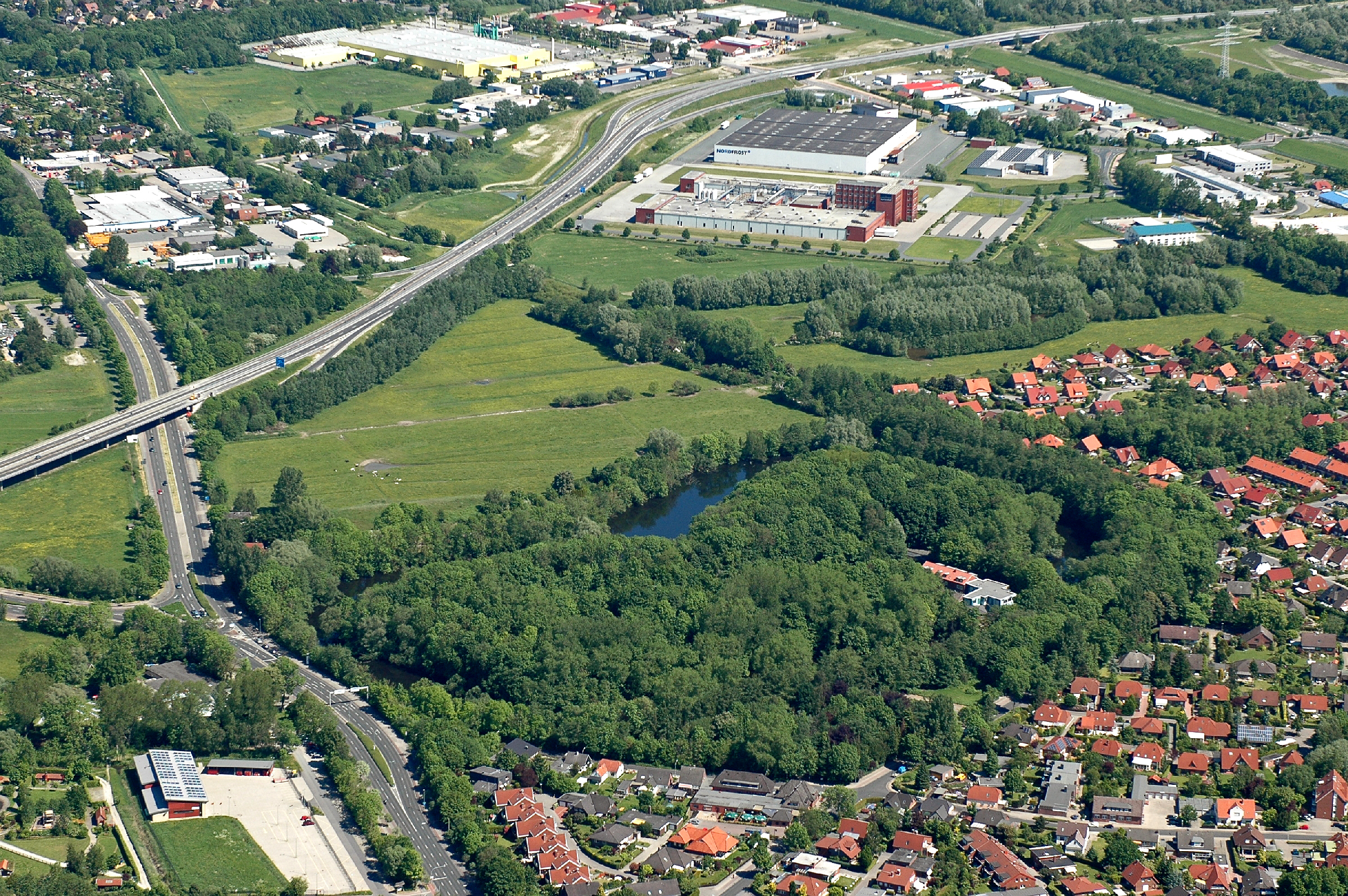
A 29 im Stadtgebiet von Wilhelmshaven
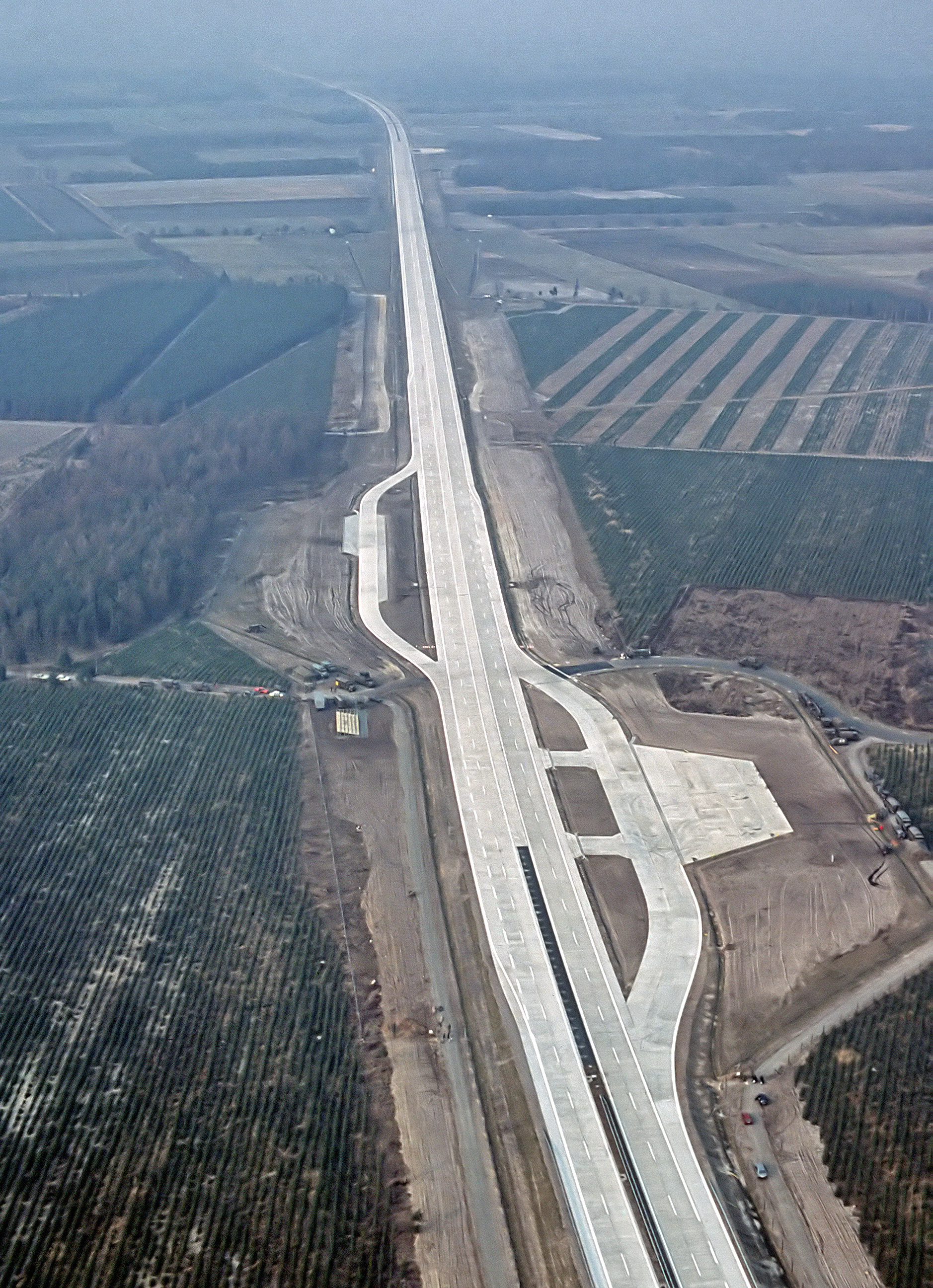
A 29 eingerichtet als Behelfsflugplatz während der NATO-Übung „Highway 84“.
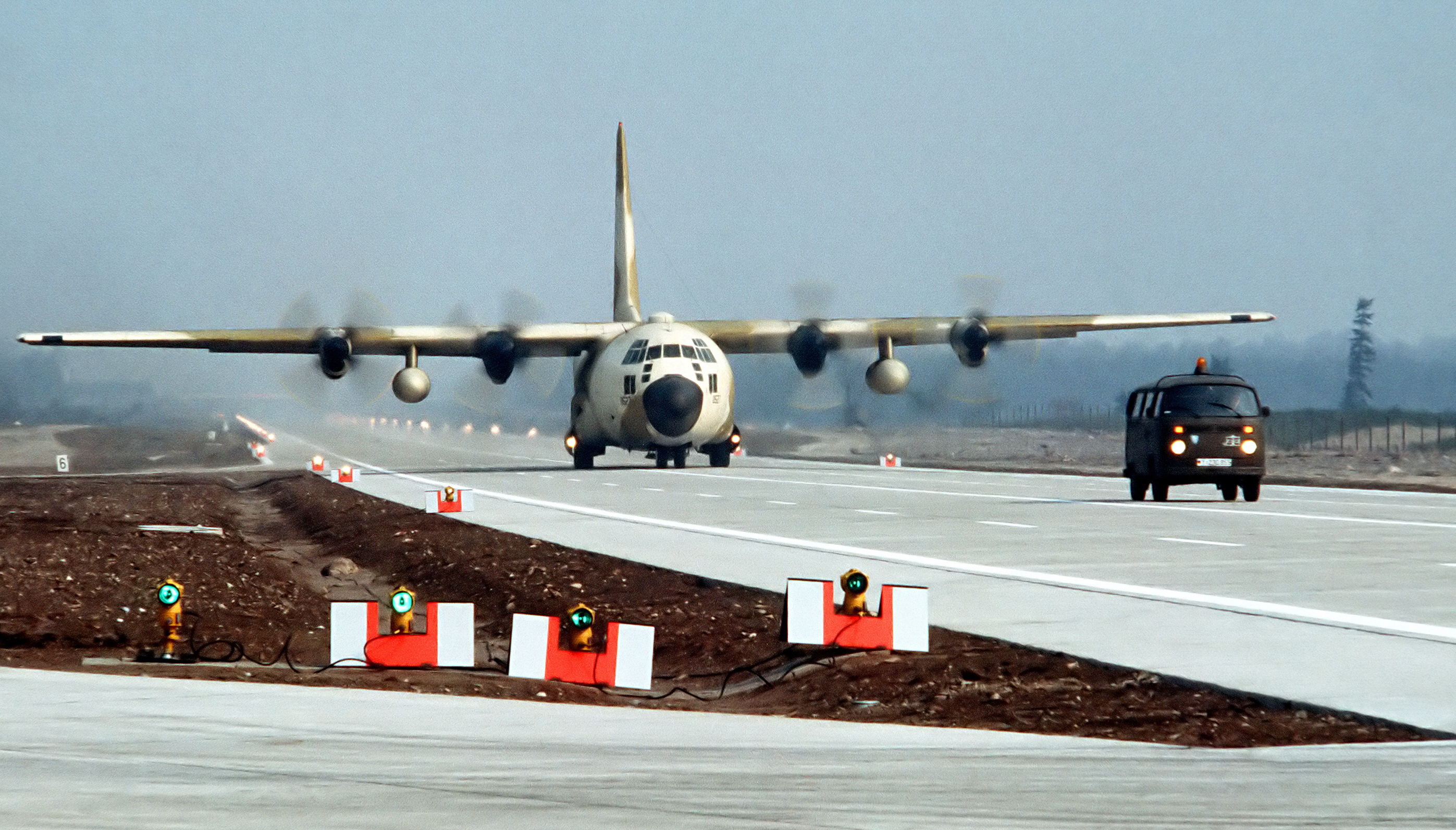
Landung einer C 130 Herkules auf der A 29
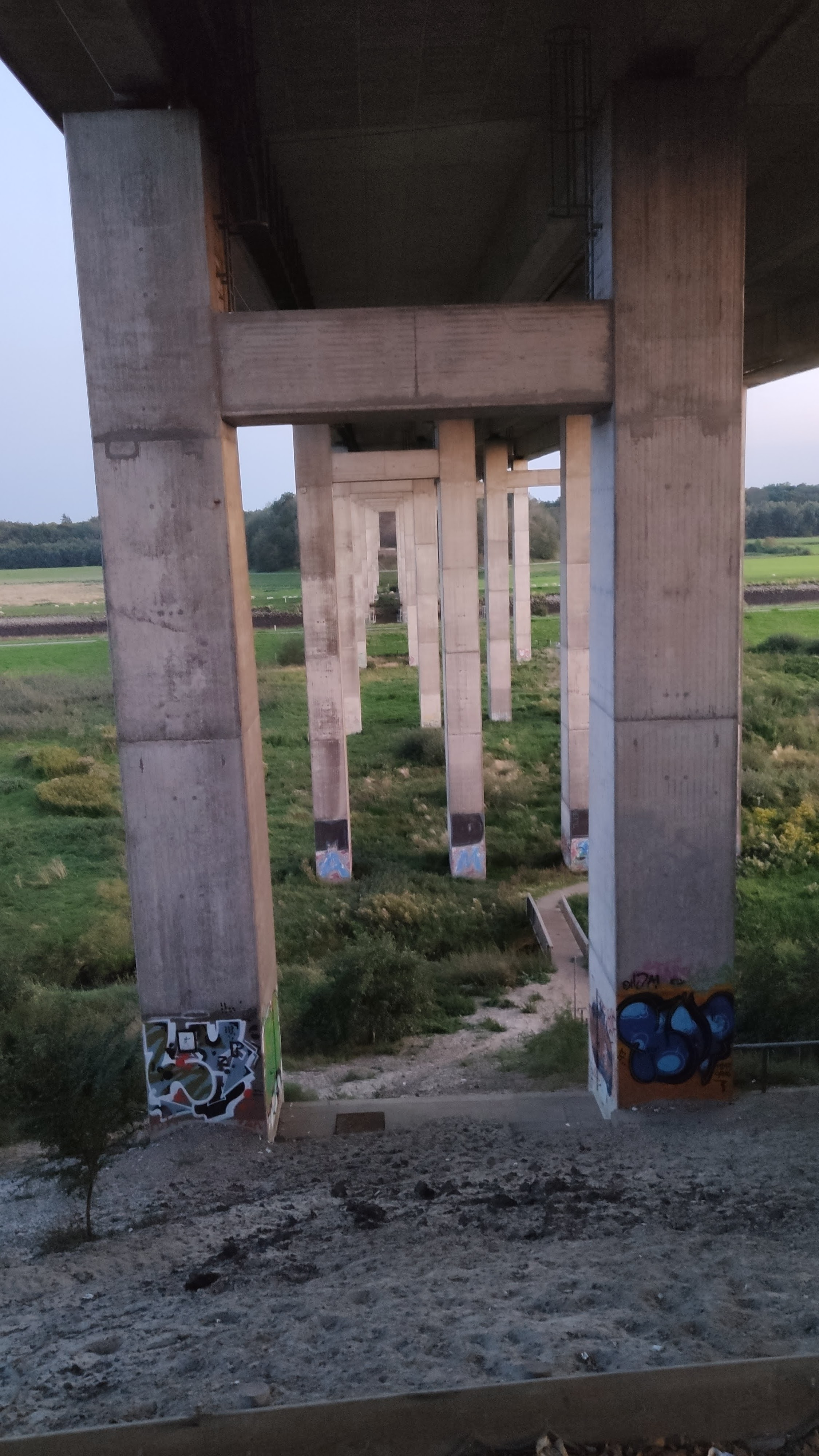
Huntebrücke Oldenburg Tragwerk